# Eremisca afganica
Eremisca afganica är en tvåvingeart som beskrevs av Pavel Lehr 1975. Eremisca afganica ingår i släktet Eremisca och familjen rovflugor. Inga underarter finns listade i Catalogue of Life.